# Gomphrena nitida
Gomphrena nitida är en amarantväxtart som beskrevs av Joseph Trimble Rothrock. Gomphrena nitida ingår i släktet klotamaranter, och familjen amarantväxter. Inga underarter finns listade i Catalogue of Life.